# Sabran
Sabran – miejscowość i gmina we Francji, w regionie Oksytania, w departamencie Gard.
Według danych na rok 1990 gminę zamieszkiwało 1437 osób, a gęstość zaludnienia wynosiła 40 osób/km² (wśród 1545 gmin Langwedocji-Roussillon Sabran plasuje się na 257. miejscu pod względem liczby ludności, natomiast pod względem powierzchni na miejscu 128.).